# یواس‌اس میتسچر (دی‌دی‌جی-۵۷)
یواس‌اس میتسچر (دی‌دی‌جی-۵۷) (به انگلیسی: USS Mitscher - DDG-57) یک ناوشکن متعلق به نیروی دریایی ایالات متحده آمریکا است که طول آن ۵۰۵ فوت (۱۵۴ متر) می‌باشد. این کشتی در سال ۱۹۹۳ ساخته شد.